# Klaus Sochatzy
Klaus Sochatzy (* 30. Dezember 1929 in Alzey; † 7. Oktober 1991 in Frankfurt am Main) war ein deutscher Soziologe und Aphoristiker, der an der Johann Wolfgang Goethe-Universität Frankfurt am Main lehrte.

## Leben
Sochatzy, 1929 als Sohn des Arztes Konrad Sochatzy und seiner Frau Helene geboren, studierte unter anderem Musikwissenschaft, Philosophie, Soziologie und Pädagogik. Er wurde zum Doktor der Philosophie promoviert und lehrte als Professor für Soziologie der Erziehung im Fachbereich Gesellschaftswissenschaften an der Johann Wolfgang Goethe-Universität Frankfurt am Main. Einer seiner Forschungsschwerpunkte führte zu der Studie Parole: rechts! Jugend, wohin? (1980), in der untersucht wird, „inwiefern außerhalb des organisierten Rechtsextremismus rechtsextreme Parolen und Einstellungen unter Jugendlichen virulent sind.“
Außerdem schrieb Sochatzy Aphorismen, die zunächst auszugsweis in der Frankfurter Rundschau erschienen waren. Der Band Ost-West-Monologe (1981) entstand zusammen mit dem PAN-Dozenten für Film- und Fernsehwissenschaft Aleksander Kumor (* 1924).
Sochatzy war zwei Mal verheiratet. Aus der ersten Ehe mit Karin Gosta Schroeder gingen zwei Kinder hervor. Nach der Scheidung heiratete er 1972 Ilse Weber. In dieser Ehe wurde eine Tochter adoptiert. Klaus Sochatzy starb 1991 in Frankfurt am Main und liegt auf dem Hauptfriedhof begraben.

## Veröffentlichungen

### Schriften
- Das neuhumanistische Gymnasium und die rein-menschliche Bildung. 2 Schulreformversuche in ihrer weiterreichenden Bedeutung. Vandenhoeck und Ruprecht, Göttingen 1973, ISBN 3-525-31806-5
- Parole: rechts! Jugend, wohin? Neofaschismus im Schülerurteil. Eine empirische Studie. R. G. Fischer Verlag, Frankfurt a. M. 1980, ISBN 3-88323-171-1
- „Wenn ich zu bestimmen hätte“. Die Erwachsenenwelt im Meinungsspiegel von Kindern und Jugendlichen. Eine empirische Bestandsaufnahme. Beltz Verlag, Weinheim/Basel 1988, ISBN 3-407-34017-6

### Aphorismenbände
- Adnotationen. Gegenrede gegen Reden und Gerede. Aphorismen. Rita G. Fischer Verlag, Frankfurt a. M. 1979, ISBN 3-88323-100-2; 3. Auflage ebenda 1983, ISBN 3-88323-395-1.
- mit Aleksander Kumor: Ost-West-Monologe. Aphorismen. R. G. Fischer Verlag, Frankfurt a. M. 1981, ISBN 3-88323-167-3.
- Widerworte nach der „Wende“. Aphorismen. R. G. Fischer Verlag, Frankfurt a. M. 1984, ISBN 3-88323-496-6.

### Herausgaben
- Sprüche aus dem Frankfurter Uni-Turm. Materialien 1. Mehr Anarchie, weniger Chaos. R. G. Fischer Verlag, Frankfurt a. M. 1982, ISBN 3-88323-383-8
- Sprüche aus dem Frankfurter Uni-Turm. Materialien 2. Auf die Dauer hilft nur Power. R. G. Fischer Verlag, Frankfurt a. M. 1983, ISBN 3-88323-400-1